# Maison-musée Chalamov
La  Maison-musée Chalamov ou maison de Varlam Chalamov (en russe : Шаламовский дом ou мемориальный музей В.Т. Шаламова (1907—1982)) est un musée créé en 1990 dans la ville russe de Vologda et consacré à l'écrivain russe Varlam Chalamov. Le bâtiment qui abrite le musée au n° 15, rue Orlov, est celui de la maison où naquit Varlam et vécut la famille Chalamov, modernisé pour permettre l'exposition des photos et documents sur l'écrivain.

## Histoire
À la fin du XIXe siècle à Vologda, le père de Varlam Chalamov, est prêtre orthodoxe de la paroisse de la cathédrale Sainte-Sophie de Vologda. Il dispose d'une maison relativement spacieuse derrière la cathédrale et qui appartient au diocèse, mais qui ne comprend pour lui que le rez-de-chaussée et où il vit avec son épouse et leurs cinq enfants, les autres appartements étant à la disposition d'autres prêtres. Cette maison date du XVIIIe siècle et a été modernisée pour pouvoir être utilisée comme musée. 
C'est dans cette maison que Varlam Tikhonovitch Chamalov est né le 18 juin 1907. Il y vit jusqu'à son départ pour Moscou en octobre 1924.
Sur la façade du musée est apposée un bas-relief, œuvre de Fédot Soutchkov (1915-1991), un sculpteur moscovite, ami de l'écrivain. 
Le musée présente des documents de l'époque de l'écrivain, des publications, des photos de famille, des photos de la Kolyma, des effets personnels dont certains ont été légués au musée par une amie archiviste de Chalamov, Irina Sirotinskaïa (ru)(1932-2011)
Le symbole du musée est un mélèze provenant de la région de la Kolyma. Chaque année le musée organise des soirées littéraires le 18 juin et une journée du souvenir le 17 janvier. 
Une partie du musée est également consacrée à la peinture russe et étrangère du XVIe siècle au début du XXe siècle, c'est la Galerie de peinture de l'oblast de Vologda. 

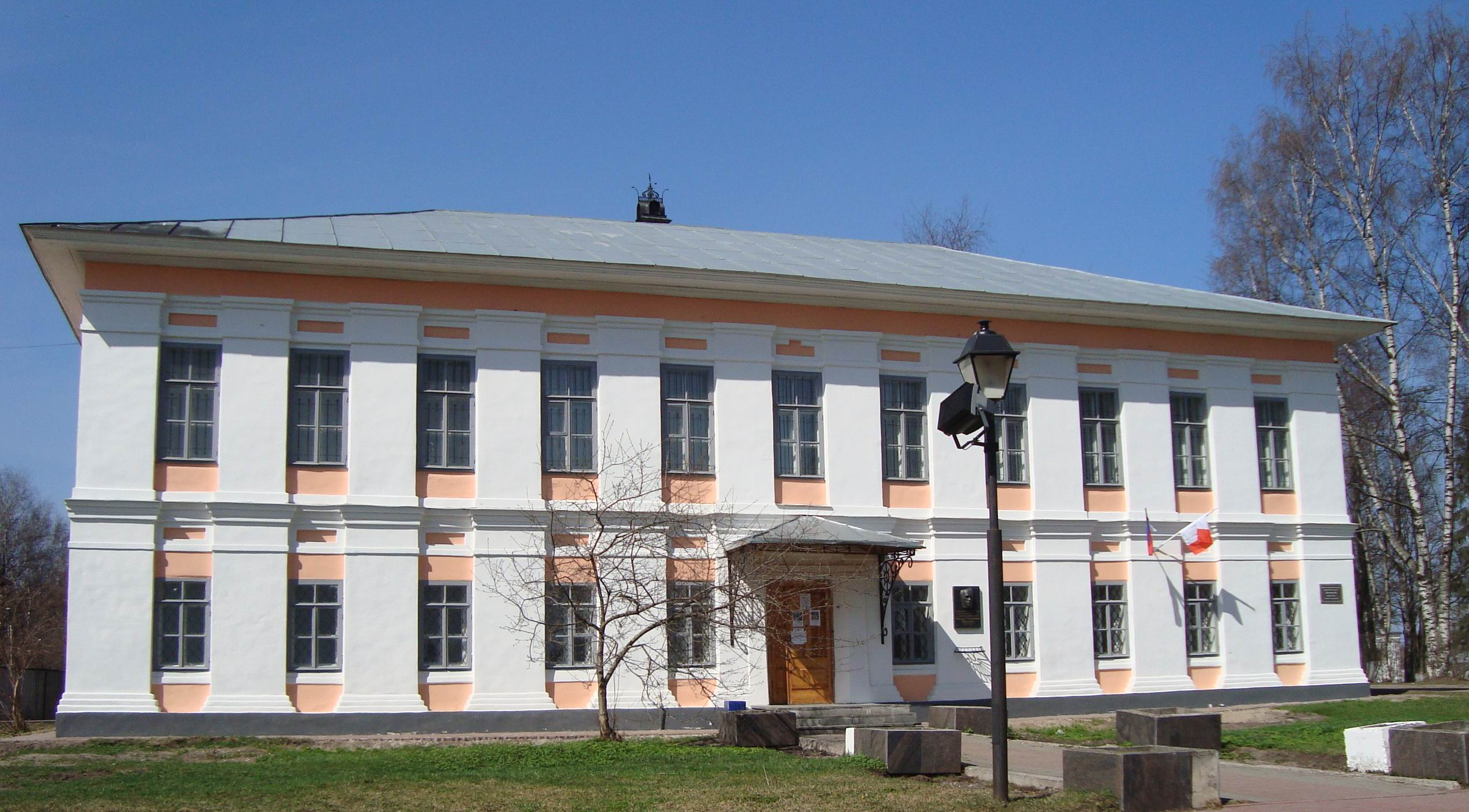
Façade de la maison-musée.
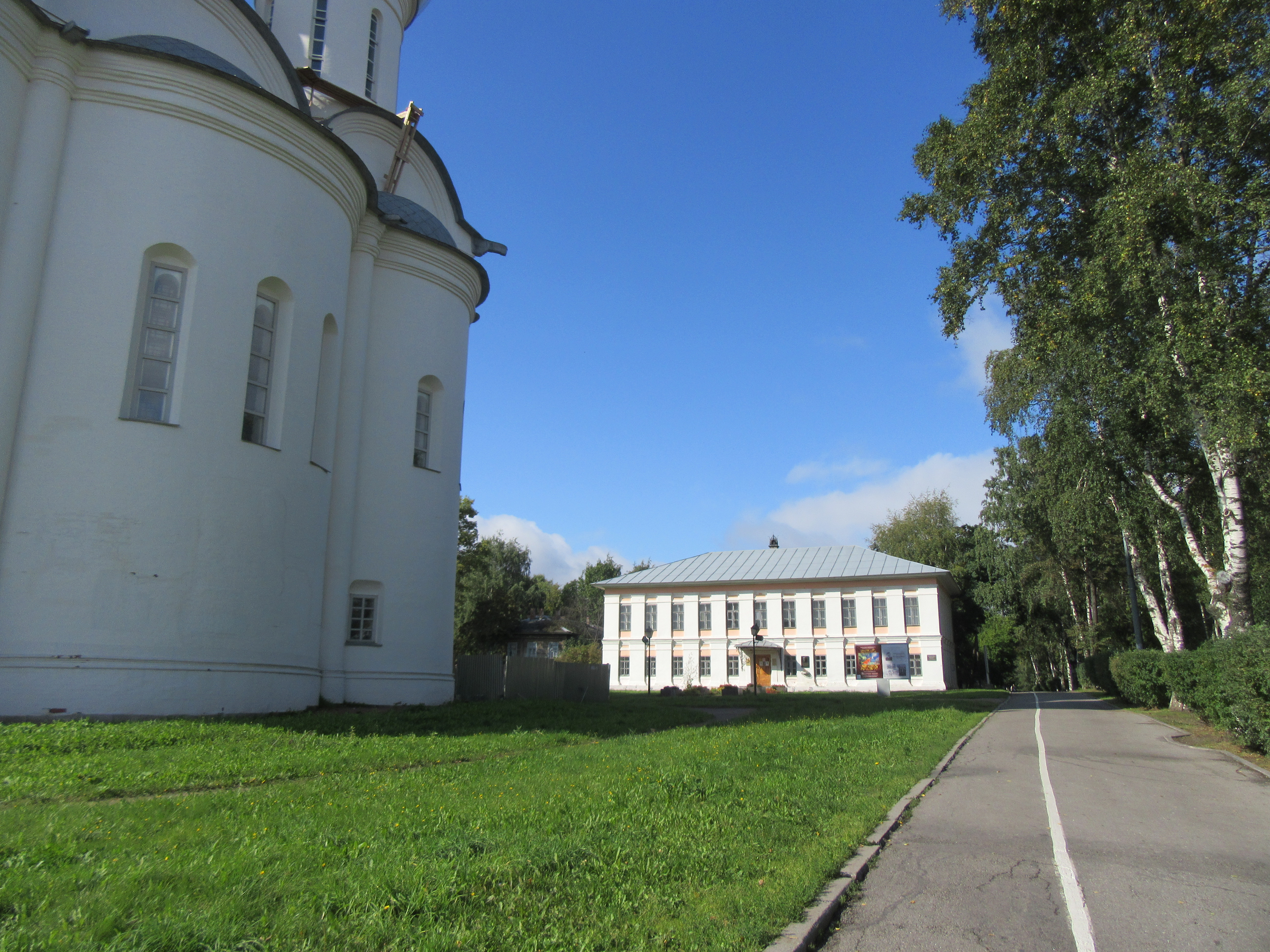
Bâtiment du musée Chalamov à Vologda derrière la cathédrale Sainte-Sophie de Vologda.
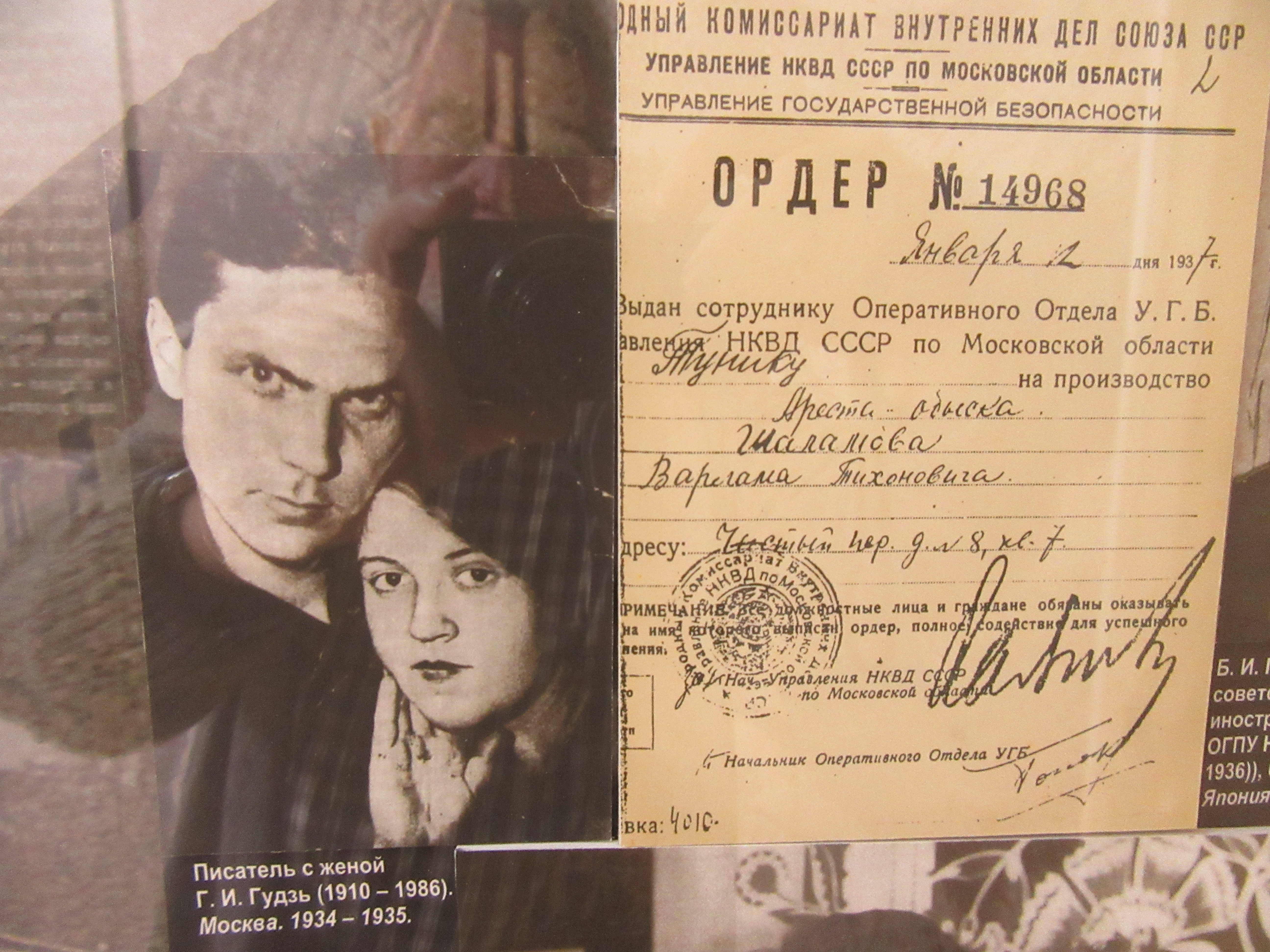
Photo de Chalamov et de son épouse G. Gouds en 1934-1935.